# Drobeta exscendens
Drobeta exscendens är en fjärilsart som beskrevs av Walker 1858. Drobeta exscendens ingår i släktet Drobeta och familjen nattflyn. Inga underarter finns listade i Catalogue of Life.